# Sant Pere, Santa Caterina i la Ribera

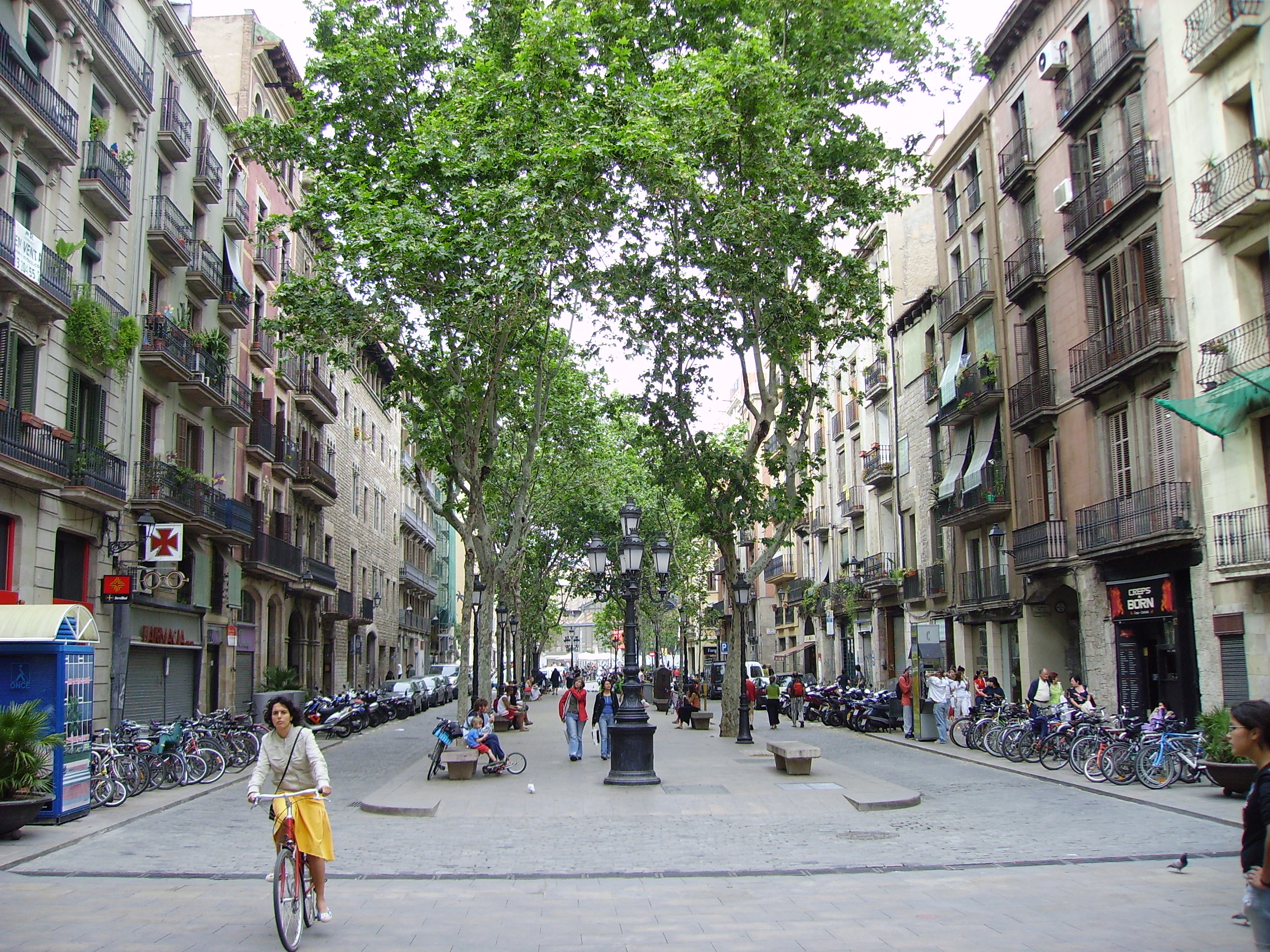
Passeio do Born, na zona de La Ribera.

Sant Pere, Santa Caterina i la Ribera é um dos quatro barrios do distrito de Ciutat Vella de Barcelona. O bairro limita ao norte com o passeio de Lluís Companys e o Parque da Cidadela. Ao sul com a Via Laietana e a levante com o bairro de La Barceloneta.
Está formado pelos sub-bairros de La Ribera, Santa Caterina e Sant Pere. O Born pertence ao bairro de La Ribera.